# Tarentola gigas
La salamanquesa gigante o perenquén gigante (Tarentola gigas) es un lagarto de la familia de los Gekkonidae. De todas formas parece que las distintas especies de las Islas Canarias, Azores y Cabo Verde, descienden de un antepasado común, encontrándose estrechamente emparentadas.
Para algunos autores se trata de una subespecie del perenquén común (Tarentola delalandii).
Aunque antiguamente se encontraba extendida por todo el archipiélago de Cabo Verde, de donde es endémica, actualmente sólo sobrevive en los islotes Razo y Branco, áridos y poco accesibles, donde permanece a salvo de la extinción debido sobre todo a la ausencia de gatos cimarrones traídos por los colonizadores humanos y que son los principales responsables del declive de la especie.
Para sobrevivir en un hábitat tan aislado, a lo largo del tiempo las salamanquesas gigantes se han establecido en una cadena alimentaria peculiar en la que participan otras especies animales. 
Las aves marinas de Cabo Verde se alimentan de peces en el mar. Las salamanquesas comen las egagrópilas y restos regurgitados por las aves marinas.
La salamanquesa gigante es un reptil eminentemente nocturno que alcanza unos 27 cm de media.Su color suele de un color gris o pardo oscuro.A menudo se la puede ver deambulando entre las colonias de aves marinas.
Actualmente los islotes Razo y Branco son reservas naturales protegidas.

## Subespecies
- Tarentola gigas brancoensis Schleich, 1984 (islote Branco)
- Tarentola gigas gigas Bocage, 1875 (islote Razo)